# Ptasiek (film)
Ptasiek (oryg. Birdy) – amerykański film z 1984 roku w reżyserii Alana Parkera. Jest to ekranizacja powieści Williama Whartona pt. Ptasiek. W rolach głównych wystąpili Matthew Modine i Nicolas Cage.
Film opowiada historię dwojga przyjaciół: Ptaśka (Modine) i Ala (Cage), którzy razem służyli podczas wojny wietnamskiej.
Film otrzymał Grand Prix na 38. MFF w Cannes w 1985.

## Obsada
- Matthew Modine – Ptasiek
- Nicolas Cage – sierżant Al Columbato
- John Harkins – doktor Major Weiss
- Sandy Baron – pan Columbato
- Karen Young – Hannah Rourke
- Bruno Kirby – Renaldi
- Nancy Fish – Pani Prevost
- George Buck – Walt, ojciec Ptaśka, szkolny woźny
- Dolores Sage – matka Ptaśka
- Robert L. Ryan – Joe Sagessa
- James Santini – Mario Columbato
- Maud Winchester – Doris Robinson (jako Maude Winchester)
- Marshall Bell – Ronsky
- Elizabeth Whitcraft – Rosanne
- Sandra Beall – Shirley